# Ivan Moody
Ivan L. Moody, rozený Ivan Lewis Greening (* 7. ledna 1980 Denver, Colorado) je americký zpěvák působící v rock/metalové kapele Five Finger Death Punch. Známý je také svým působením v kapele Motograter. Jako herec hrál v hororových filmech, jakými jsou například Bled nebo The Devil's Carnival v roli klauna Hobo. V březnu 2020 Moody oznámil že se stal ve svých 40 letech dědečkem.

## Kariéra
Ivan se v roce 2001 přestěhoval ze svého rodného Denveru do Los Angeles, aby se následně připojil ke své první kapele zvané Toiz. S kapelou v roce 2002 objel pár koncertů v okolí Los Angeles a dokonce vytvořili demo, které však nikdy nevydali. V následujícím roce se Ivan loučí s Toiz a přidává se k nu-metalové kapele Motograter. Ve stejném roce vydávají první album, které neslo název kapely. Ještě v roce 2003 se stihli účastnit legendárního Ozzfestu, na kterém hráli například s kapelami jako Korn, Disturbed, Marilyn Manson, Slipknot nebo Killswitch Engage. V roce 2006 se odehrály velké změny v sestavě kapely a Ivan odchází do kapely Five Finger Death Punch, s níž vydal zatím 6 alb.

## Alkoholismus
V roce 2012 Ivan odtajnil, že jeho problémy s alkoholem měly málem za následek jeho vyhození z kapely. Ostatní členové Five Finger Death Punch přestali odpovídat na jeho telefonáty a ztráceli často manažery. Ivan dokonce vystupoval opilý a tvrdil, že si druhý den na nic nepamatuje. Začal snižovat konzumaci alkoholu, než s tím přestal úplně. Řekl, že se cítíl jako narkoman a přestat s tím stojí veliké úsilí.

## Diskografie

### Motograter
- 2003: Motograter

### Ghost Machine
- 2005: Ghost Machine

- 2006: Hypersensitive

### Five Finger Death Punch
- 2007: The Way of the Fist

- 2009: War Is the Answer

- 2011: American Capitalist

- 2013: The Wrong Side of Heaven and the Righteous Side of Hell, Volume 1

- 2013: The Wrong Side of Heaven and the Righteous Side of Hell, Volume 2
- 2015: Got Your Six

- 2018: And Justice for None

## Filmografie
- 2009: Bled
- 2012: The Devil's Carnival
- 2021: The Retaliators